# Ingeborg Hammarskjöld-Reiz
Ingeborg Fredrika Hammarskjöld-Reiz, född Cruickshank den 28 maj 1909 i Göteborg, död den 7 april 1994 i Staffanstorp, var en svensk arkitekt och stadsplanearkitekt verksam i sydvästra Skåne.

## Biografi
Ingeborg Hammarskjöld-Reiz växte upp i Kungälv. Fadern invandrade från Skottland 1888 och familjen Cruickshank var med och byggde upp Göteborgs Kex. Hon var syster till Kerstin Cruickshank. Hammarskjöld-Reiz utbildade sig till arkitekt på Chalmers arkitektutbildning och utexaminerades 1931. Hon flyttade till Lund 1937 efter att ha blivit änka då hennes förste make Lars Hammarskjöld avlidit efter en misslyckad operation. I Lund blev hon anställd hos byggnadsnämnden som biträdande stadsplanearkitekt. Hon arbetade tillsammans med Fred Forbat med Lunds stadsplan från 1942.
Hennes första projekt blev bostadsområdet Östra småstugeområdet, eller Östhaga, ett område som ligger i vinkeln mellan dåvarande Sandbyvägen och Dalbyvägen i Lund. Området var avsett till barnrika arbetarfamiljer. I samband med detta ritade hon även området Borgmästaregården, som var snarlikt Östra Småstugeområdet, men där husen hade sadeltak, vilket var mer populärt. Under 1940-talet ritade hon flerbostadshus på Väster, vid Byggmästaregatan och Lokföraregatan. Vidare under senare 1940-talet samt under 1950-talet ritade hon flerbostadshus i Pilelyckan, i Kobjer och i Drottningsstaden. Vidare ritade hon Palettskolan och Lovisaskolan 1956 respektive 1960.
Under 1950-talet blev hon anställd som arvoderad stadsarkitekt i Staffanstorps kommun och arbetade med både bostäder och kontorsbyggnader i huvudortens centrum. I Staffanstorp fortsatte hon arbeta till sin pension och drev därefter ett privat bolag. Hennes sista bostadsområden blev radhusområdena Kyrkbacken och Sunnanvind i Staffanstorp 1987. Kontoret behöll hon till sin bortgång 1994, då hon fortfarande arbetade med att förbättra bostäderna bland annat i Borgmästaregården.
Ett av Hammarskjöld-Reiz kännetecken var att hon gjorde återbesök i de områden hon ritat, för att tala med dem som bodde där och på det sättet få återkoppling på sitt arbete. Under sin yrkesverksamma tid ritade hon totalt över 3000 hus, främst i sydvästra Skåne.
Ingeborg Hammarskjöld-Reiz är begravd på Norra kyrkogården i Lund.

## Verk i urval

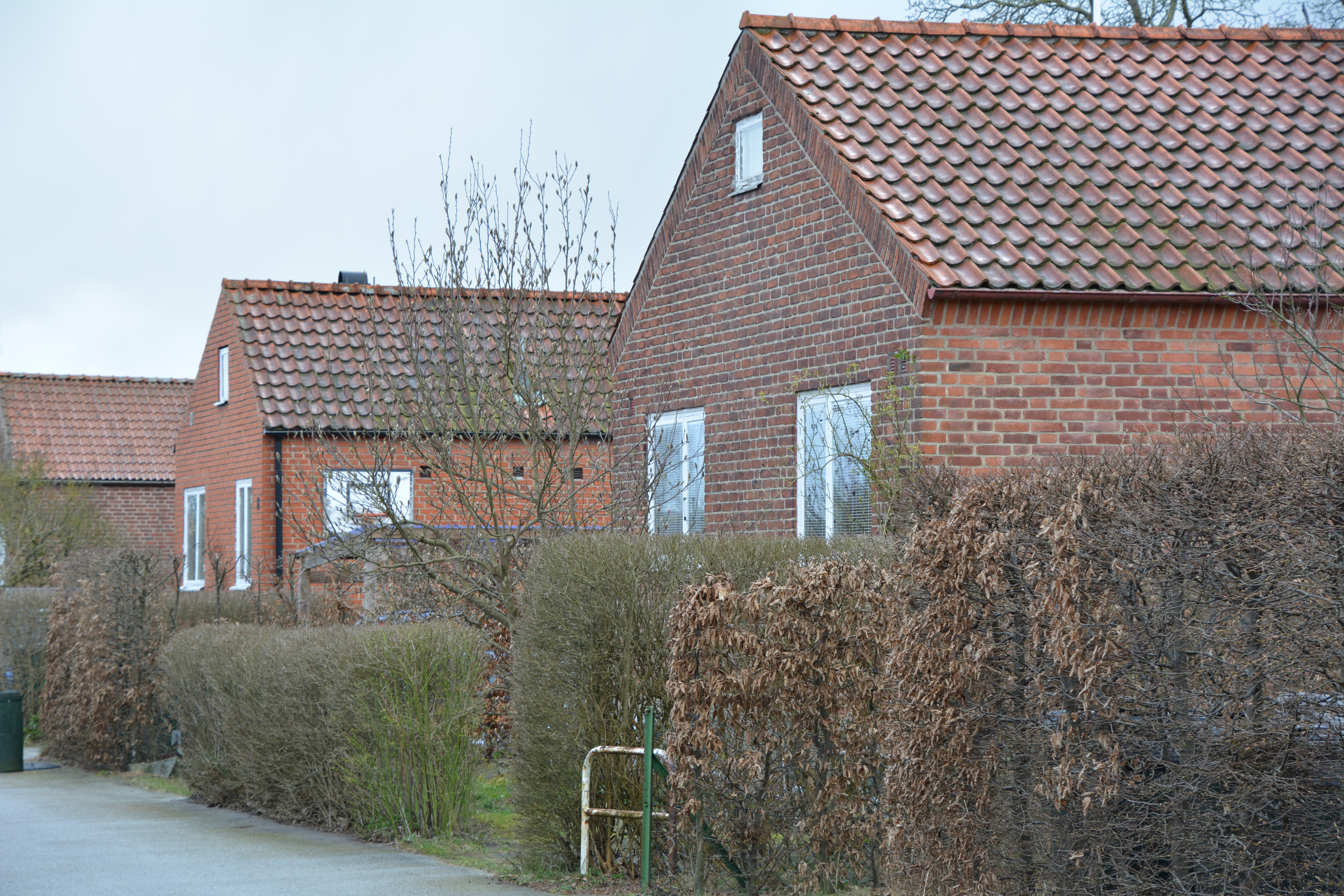
Hus på Lervägen, Borgmästaregården, Lund

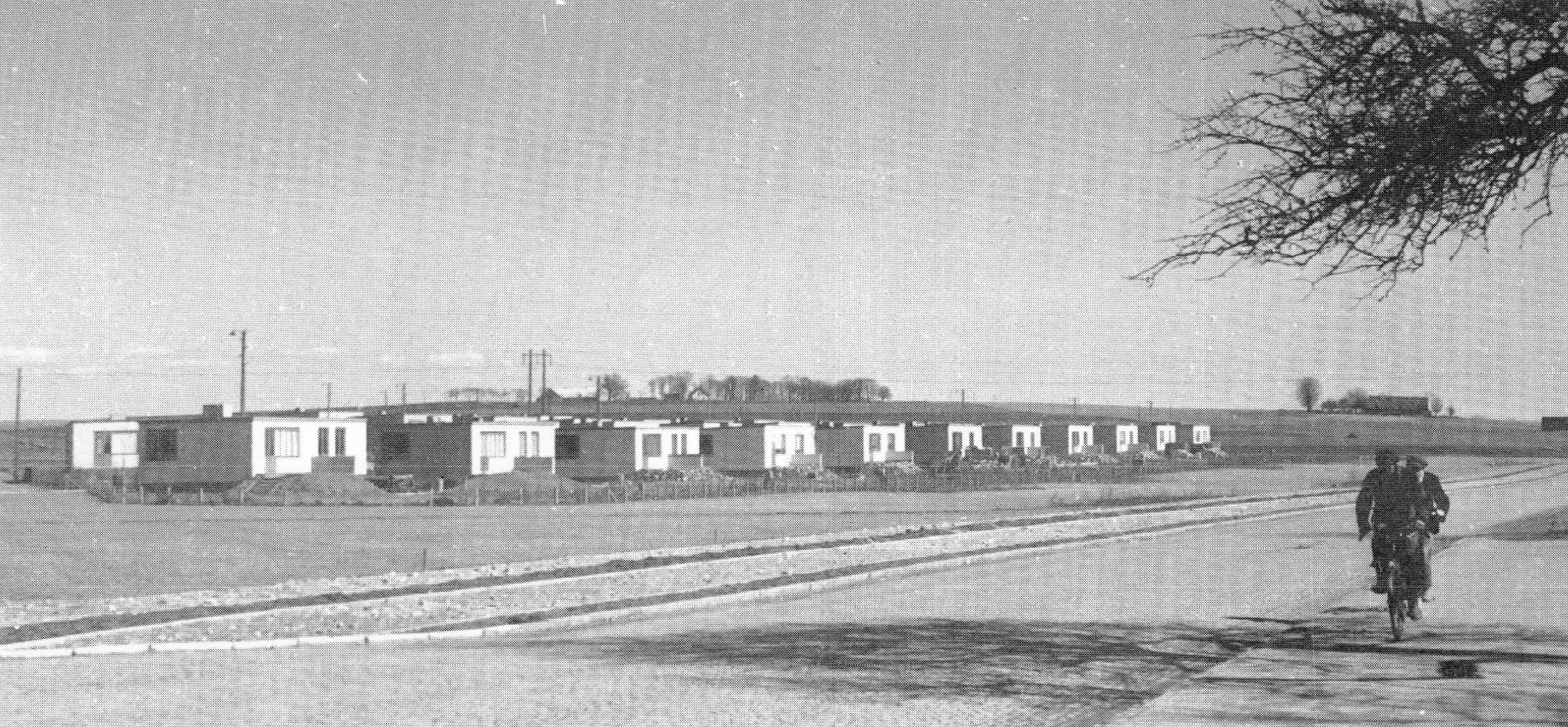
Östra småstugeområdet i Lund mellan 1938 och 1943, innan husen försågs med sadeltak.

- Hyreshus vid Spolegatan, Lund 1930-tal.
- Enfamiljshus, typhus, Mäster Olofs väg 6, Lund 1938.
- Laurentiistiftelsen, kyrkligt studenthem, Nilstorpsvägen 2-6, Kastanjegatan 19, Lund 1949, 1958 och 1961.
- Internationella studenthemmet, Dag Hammarskjölds väg 2, Lund 1959.
- Bostadshus, Dag Hammarskjölds väg 1, Lund 1959.
- Bostadshus, Stora Södergatan 57, Lund 1964.
- Lilla Tvärgatan 16 - Bankgatan 12, Lund 1950.
- Palettskolan, Målarevägen, Lund 1956.
- Butiksbyggnad, Hårlemans plats 1, Lund 1951.
- Thulehem, pensionärsbostäder, Thulehem 1-64, Lund 1962–1966.
- Radhus och villor i bostadsområdet Borgmästaregården (stadsplan Fred Forbat), van Dürens väg m fl, Lund 1939.
- Flerfamiljshus i bostadsområdet Byggmästaregatan - Lokföraregatan (stadsplan Fred Forbat), Lund 1944–1946.
- Bostadsområde vid Plommonvägen, Lund.
- Flerfamiljshus, butikshus och skola, Sofiavägen, Drottningstaden, Lund 1952–1960.
- Torget med kringliggande centrumbyggnader i Staffanstorp.
- Kommunhus i Staffanstorp.
- S:t Staffans församlingsgård, Staffanstorp.
- Översiktsplan för Staffanstorps kommun.
- Detaljplaner för Lund, Torn, Snogeröd, Staffanstorp m fl kommuner (sammanlagt ca 75 planer).